# مالو (مغنية)
ماريا لوسيا سانشيز بينيتيز ، المعروفة فنياً باسم مالو (Malú) ، هي مطربة إسبانية.
كما أنها تكون ابنة أخت الملحن و عازف الغيتار باكو دي لوسيا ،  و هي معروفة بأغاني مميزة و شهيرة مثل "Aprendiz" و"Como Una Flor" و"Toda" و"Diles" و"Si Estoy Loca" و"No Voy a Cambiar".  في يونيو عام 2020 ، أنجبت طفلة من ألبرت ريفيرا ، و هو سياسي سابق في حزب المواطنين . 